# Ганглионеврит
Ганглионеврит (греч. ganglioneuritis; ганглий + греч. neuron нерв + греч. -um) — воспаление ганглия с относящимися к нему нервными волокнами.
Ганглионит — заболевание, связанное с поражением пограничного симпатического ствола.

## Симптомы
Клиническая картина определяется уровнем и характером поражения. При вовлечении в процесс шейных ганглиев могут выявляться боли и вегетативные расстройства (повышенная потливость, изменение окраски, температуры, чувствительности) кожи лица и шеи, болезненность точек выхода тройничного нерва, сосудистые спазмы. При поражении шейно-грудных ганглиев характеризуется изменением болевой, температурной и поверхностной чувствительности, возникновением контрактур, болей в области сердца. Поясничные и тазовые ганглиониты отличаются жгучими, приступообразными болями в нижней части туловища, живота, внутренней поверхности бедер, пояснице. Боли усиливаются в ночное время с проявлением выраженного астенического синдрома.